# Gerberge (épouse de Carloman)
Pour les articles homonymes, voir Gerberge.
Gerberge (VIIIe siècle), épouse de Carloman Ier, roi des Francs, et belle-sœur de Charlemagne. 
On sait peu de chose au sujet de Gerberge, et selon certaines sources, remises en cause aujourd'hui par Christian Settipani, elle serait la fille de Didier de Lombardie et d'Ansia. Ces références, la donnant comme fille de Didier de Lombardie, apparaissent être basées sur une confusion entre elle et sa belle-sœur Désirée de Lombardie qui fut la deuxième épouse de Charlemagne.
Le fait qu'elle soit d'origine franque est attesté par une lettre du pape Étienne III adressée à Charlemagne et à Carloman peu de temps après leur élévation sur le trône en octobre 768. Elle disait entre autres ceci : « Grâce à la volonté de votre père Pépin le Bref, vous êtes tous deux unis par le mariage à deux ravissantes princesses franques. »
Elle épouse Carloman vers 768 et deux fils, Pépin et Syagrius, naissent de cette union. Dès la mort de son époux en décembre 771, Charlemagne annexe les territoires de son frère et, déshéritant ses neveux, devient l'unique monarque du royaume franc. Voyant en cela une menace pour ses enfants, Gerberge, accompagnée de quelques seigneurs francs, part se réfugier en Italie, auprès de Didier de Lombardie. Cette fuite en Italie fut une des causes qui précipita la guerre entre Charlemagne et les Lombards.

## Télévision
- Charlemagne, le prince à cheval, téléfilm franco-italo-germano-luxembourgeois en trois parties, réalisé par Clive Donner, et diffusé la première fois sur France 2 en 1993, avec Anne De Broca dans le rôle de Gerberge.